# Chrysops bulbicornis
Chrysops bulbicornis är en tvåvingeart som beskrevs av Lutz 1911. Chrysops bulbicornis ingår i släktet Chrysops och familjen bromsar. Inga underarter finns listade i Catalogue of Life.